# Packard 1A-2775

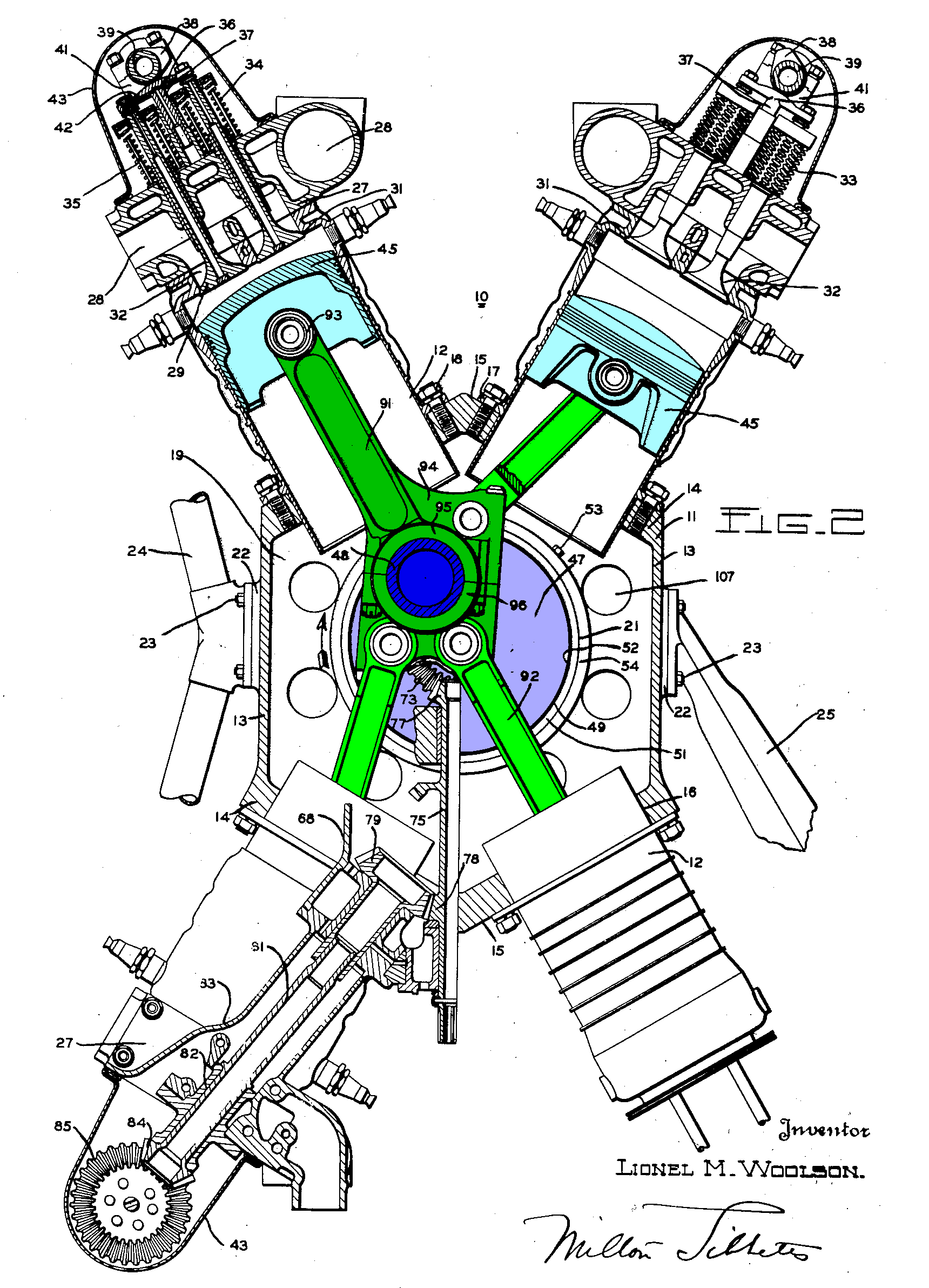
Zeichnung aus Patent US1889583

Der 1A-2775 von Packard ist ein Beispiel für einen X-Motor von 1926. Er hat vier Zylinderbänke mit jeweils sechs Zylindern (X24).
Bei diesem flüssigkeitsgekühlten Viertakt-Ottomotor sind die einzelnen Zylinderbankwinkel nicht regelmäßig (90°, 90°, 90°, 90°), sondern wie bei einer Schere verschoben: 120°, 60°, 120°, 60°. Der Motor ist in US-Patent 1889583 beschrieben.
Wie beim Kurbeltrieb des Sternmotors sind am Hauptpleuel die Nebenpleuel befestigt. Das Kurbelwellengehäuse dieses Motors ist aus einem Stück. Dies sollte Gewicht sparen und die Festigkeit verbessern. Dafür erschwerte es aber den Zusammenbau des Motors. Der Motor ist verwandt mit dem V-Motor Packard 1A-1500. So ist bei beiden Motoren z. B. die Kurbelwelle gleich lang. Ziel war es, durch Gleichteile kosten zu sparen.
Eingebaut wurde er z. B. in das Packard X Racing Plane. Leutnant A. J. Williams erreichte mit dem Flugzeug eine Höchstgeschwindigkeit von 518 km/h.
Insgesamt wurden nur drei Motoren gebaut. Nummer 1 befindet sich heute im Smithsonian.

## Bilder

Zeichnung aus US-Patent 1889583
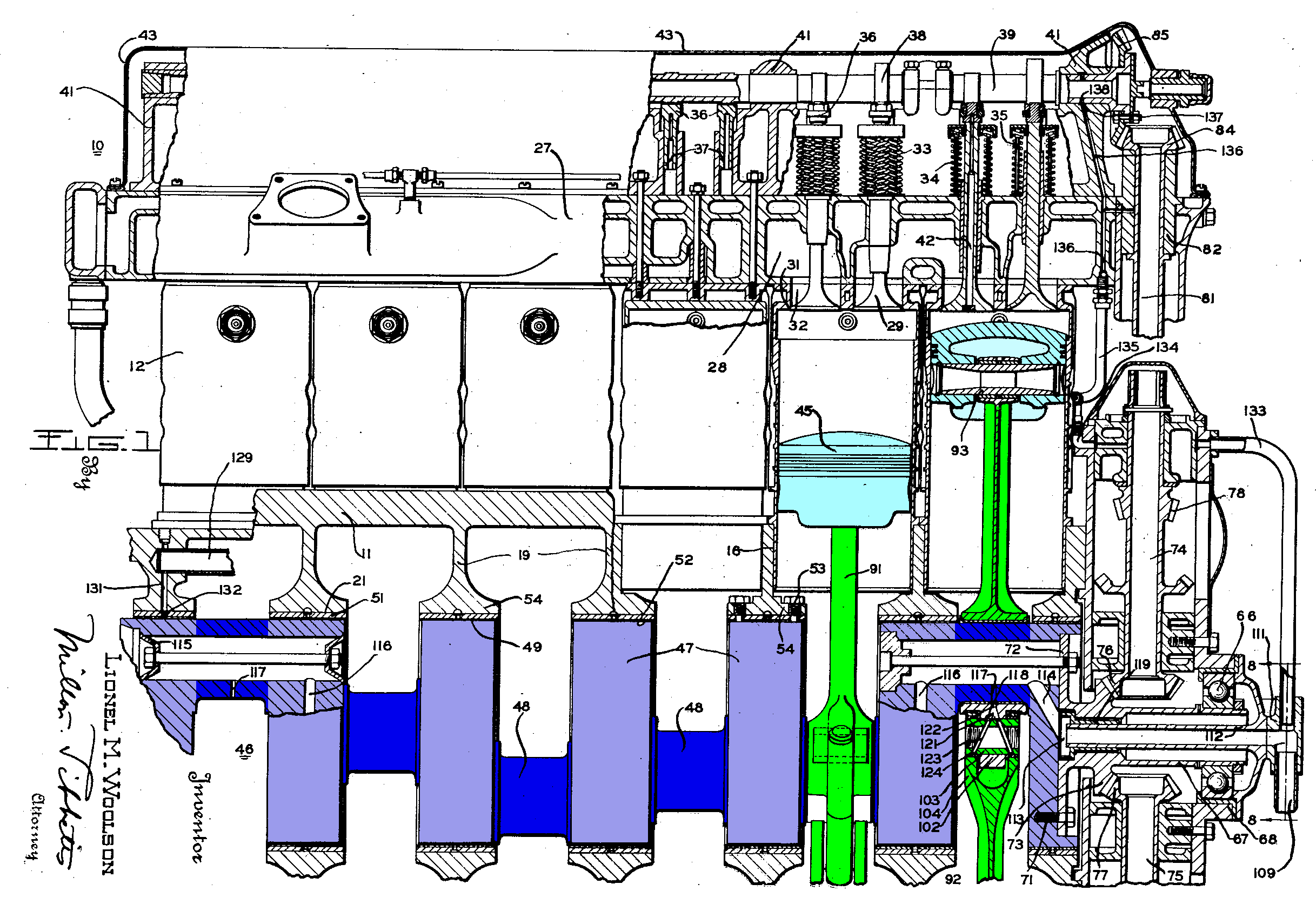
Seitenansicht
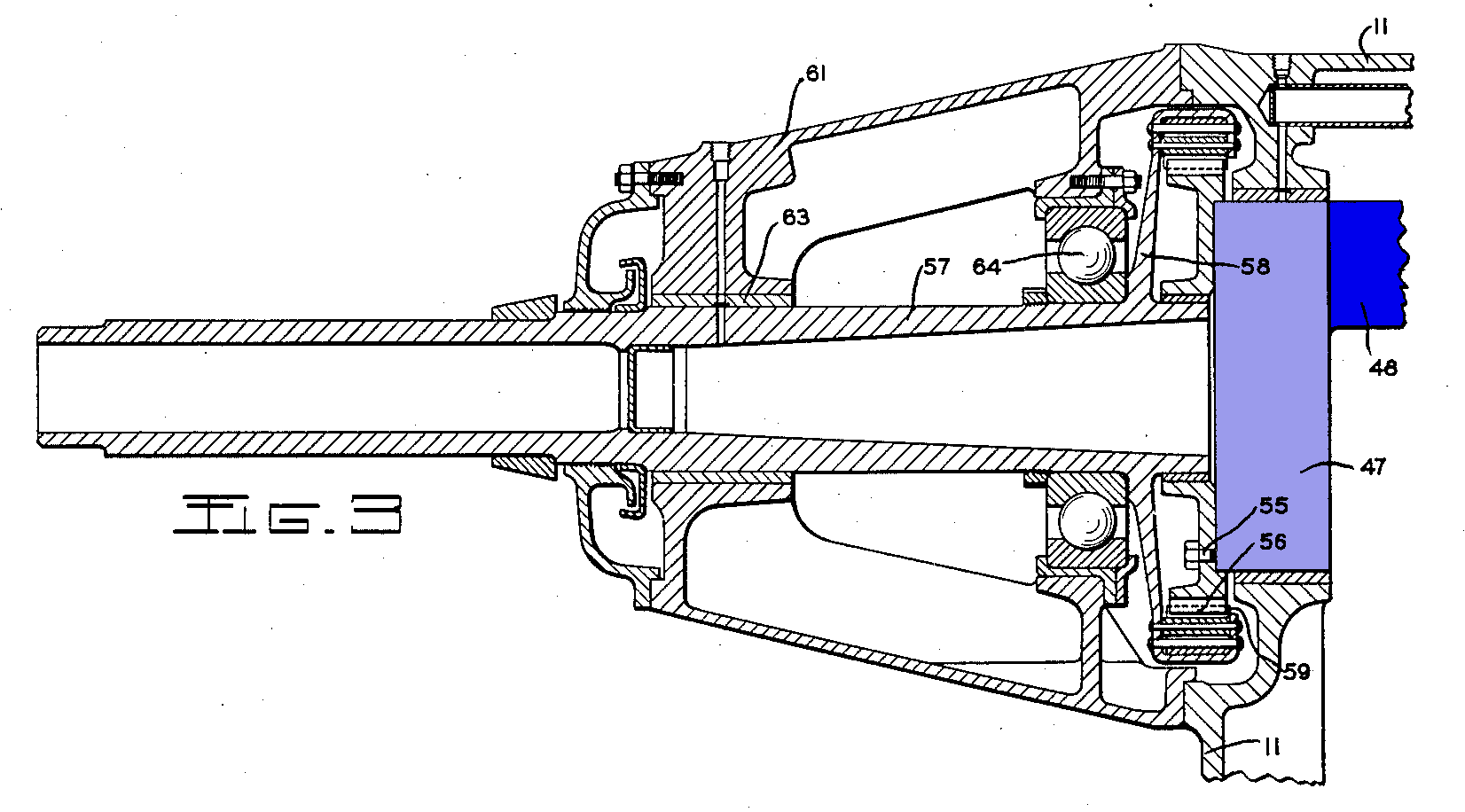
Nasenspitze des Motors
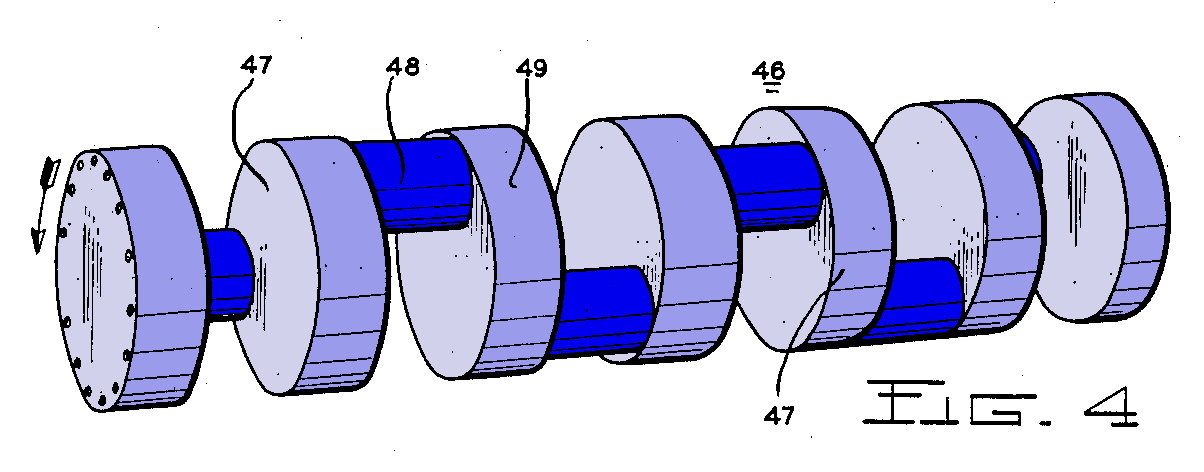
Kurbelwelle
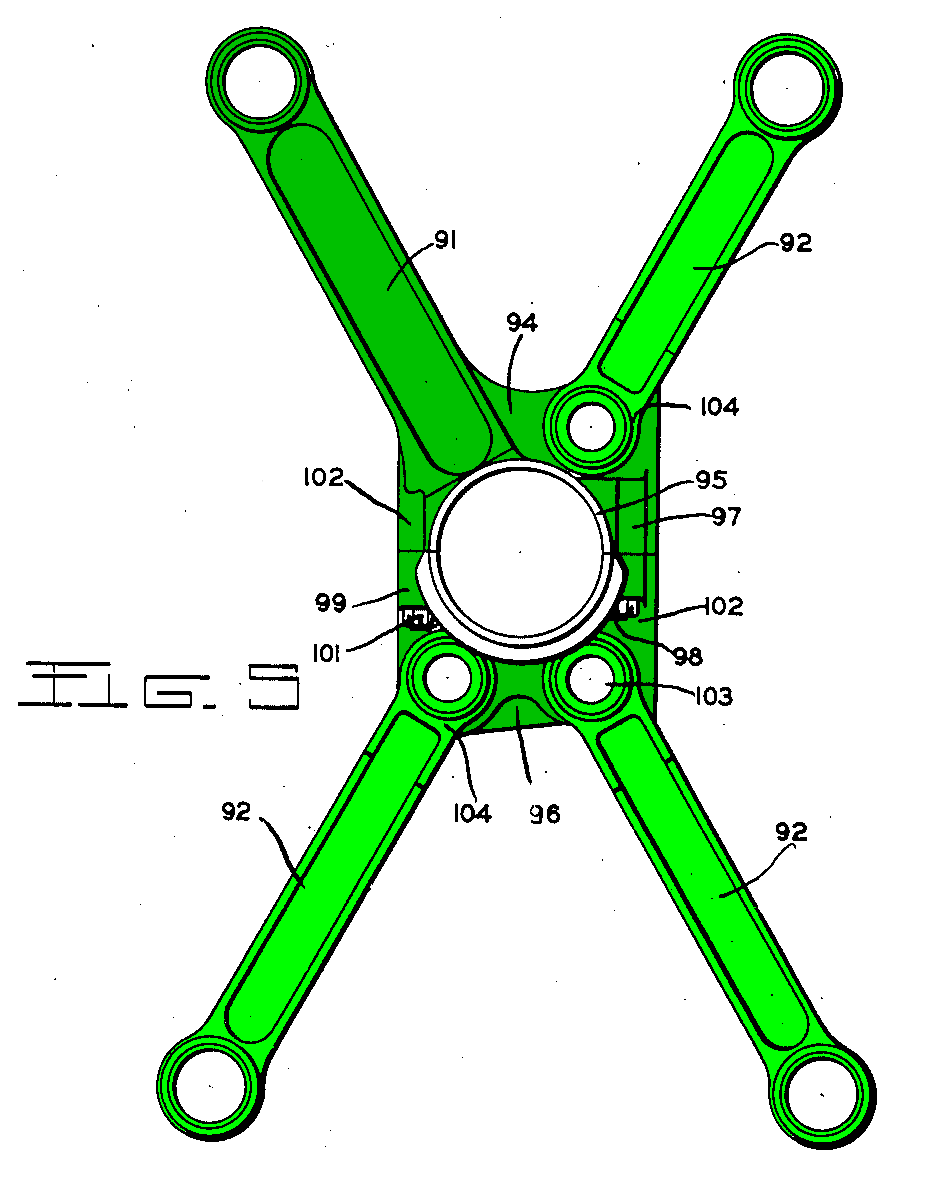
Haupt- und Nebenpleuel

## Technische Daten
- Leistung: 1250 PS (1500 PS mit Aufladung) bei 2700/min
- Gewicht: 686 kg
- Hub: 5 Inch = 127 mm
- Bohrung: 5 3/8 Inch = 136,5 mm
- Hubraum: 2775 cu in = 45,47 l